# U17-es női labdarúgó-Európa-bajnokság
Az U17-es női labdarúgó-Európa-bajnokság az UEFA labdarúgótornája, melyet U17-es (17 éven aluli) női válogatottak részvételével rendeznek meg. A torna első kiírását a 2007-2008-as szezonban tartották. A rendezvény egyben az U17-es női labdarúgó-világbajnokság selejtezője is.

## Lebonyolítása
Két selejtezőkört rendeznek, ahonnan a legjobb nyolc csapat jut ki a kontinenstornára. Ott először a negyeddöntőket rendezik meg, majd a győztesek az elődöntőbe jutnak és a két mérkőzés sikeres csapatai a döntőben találkoznak egymással, míg az elődöntő vesztesei a harmadik helyért játszanak. 2014-ig csak négy csapat játszott a tornán, akkor az elődöntőkkel kezdődött az egyenes kieséses szakasz.

## Eredmények
| Év   | Helyszín              | Döntő                                | Döntő                                | Döntő                                | Bronzmérkőzés                        | Bronzmérkőzés                        | Bronzmérkőzés                        |
| Év   | Helyszín              | Győztes                              | Eredmény                             | Ezüstérmes                           | Bronzérmes                           | Eredmény                             | 4. helyezett                         |
| ---- | --------------------- | ------------------------------------ | ------------------------------------ | ------------------------------------ | ------------------------------------ | ------------------------------------ | ------------------------------------ |
| 2008 | · Svájc               | · Németország                        | 3–0                                  | · Franciaország                      | · Dánia                              | 4–1                                  | · Anglia                             |
| 2009 | · Svájc               | · Németország                        | 7–0                                  | · Spanyolország                      | · Franciaország                      | 3–1                                  | · Norvégia                           |
| 2010 | · Svájc               | · Spanyolország                      | 0–0 t. 4–1                           | · Írország                           | · Németország                        | 3–0                                  | · Hollandia                          |
| 2011 | · Svájc               | · Spanyolország                      | 1–0                                  | · Franciaország                      | · Németország                        | 8–2                                  | · Izland                             |
| 2012 | · Svájc               | · Németország                        | 1–1 t.: 4–3                          | · Franciaország                      | · Dánia                              | 0–0 t.: 5–4                          | · Svájc                              |
| 2013 | · Svájc               | · Lengyelország                      | 1–0                                  | · Svédország                         | · Spanyolország                      | 4–0                                  | · Belgium                            |
| 2014 | · Anglia              | · Németország                        | 1–1 t.: 3–1                          | · Spanyolország                      | · Olaszország                        | 0–0 t.: 4–3                          | · Anglia                             |
| 2015 | · Izland              | · Spanyolország                      | 5–2                                  | · Svájc                              | · Franciaország és · Németország     | · Franciaország és · Németország     | · Franciaország és · Németország     |
| 2016 | · Fehéroroszország    | · Németország                        | 0–0 t.: 3–2                          | · Spanyolország                      | · Anglia                             | 2–1                                  | · Norvégia                           |
| 2017 | · Csehország          | · Németország                        | 0–0 t.: 3–1                          | · Spanyolország                      | · Hollandia és · Norvégia            | · Hollandia és · Norvégia            | · Hollandia és · Norvégia            |
| 2018 | · Litvánia            | · Spanyolország                      | 2–0                                  | · Németország                        | · Finnország                         | 2–1                                  | · Anglia                             |
| 2019 | · Bulgária            | · Németország                        | 1–1 t.: 3–2                          | · Hollandia                          | · Spanyolország és · Portugália      | · Spanyolország és · Portugália      | · Spanyolország és · Portugália      |
| 2020 | · Svédország          | A koronavírus-járvány miatt elmaradt | A koronavírus-járvány miatt elmaradt | A koronavírus-járvány miatt elmaradt | A koronavírus-járvány miatt elmaradt | A koronavírus-járvány miatt elmaradt | A koronavírus-járvány miatt elmaradt |
| 2021 | · Feröer              | A koronavírus-járvány miatt elmaradt | A koronavírus-járvány miatt elmaradt | A koronavírus-járvány miatt elmaradt | A koronavírus-járvány miatt elmaradt | A koronavírus-járvány miatt elmaradt | A koronavírus-járvány miatt elmaradt |
| 2022 | · Bosznia-Hercegovina | · Németország                        | 2–2 t.: 3–2                          | · Spanyolország                      | · Franciaország                      | 2–0                                  | · Hollandia                          |
| 2023 | · Észtország          | · Franciaország                      | 3–2                                  | · Spanyolország                      | · Anglia és · Svájc                  | · Anglia és · Svájc                  | · Anglia és · Svájc                  |
| 2024 | · Svédország          | · Spanyolország                      | 4–0                                  | · Anglia                             | · Lengyelország                      | 2–2 t.: 4–2                          | · Franciaország                      |
| 2025 | · Feröer              |                                      | –                                    |                                      |                                      |                                      |                                      |
| 2026 | · Észak-Írország      |                                      | –                                    |                                      |                                      |                                      |                                      |
| 2027 | · Finnország          |                                      | –                                    |                                      |                                      |                                      |                                      |

## Örökmérleg
| Csapat        | Győzelmek                                          | Ezüstérmek                             | Bronzérmek     | 4. helyek            | Elődöntős |
| ------------- | -------------------------------------------------- | -------------------------------------- | -------------- | -------------------- | --------- |
| Németország   | 8 (2008, 2009, 2012, 2014, 2016, 2017, 2019, 2022) | 1 (2018)                               | 2 (2010, 2011) | –                    | 1 (2015)  |
| Spanyolország | 5 (2010, 2011, 2015, 2018, 2024)                   | 6 (2009, 2014, 2016, 2017, 2022, 2024) | 1 (2013)       |                      | 1 (2019)  |
| Franciaország | 1 (2023)                                           | 3 (2008, 2011, 2012)                   | 2 (2009, 2022) | –                    | 1 (2015)  |
| Lengyelország | 1 (2013)                                           | –                                      | –              | –                    | –         |
| Anglia        | –                                                  | 1 (2024)                               | 1 (2016)       | 3 (2008, 2014, 2018) | 1 (2023)  |
| Hollandia     | –                                                  | 1 (2019)                               | –              | 2 (2010, 2022)       | 1 (2017)  |
| Svájc         | –                                                  | 1 (2015)                               | –              | 1 (2012)             | 1 (2023)  |
| Írország      | –                                                  | 1 (2010)                               | –              | 1                    | –         |
| Svédország    | –                                                  | 1 (2013)                               | –              | –                    | –         |
| Dánia         | –                                                  | –                                      | 2 (2008, 2012) | –                    | –         |
| Olaszország   | –                                                  | –                                      | 1 (2014)       | –                    | –         |
| Finnország    | –                                                  | –                                      | 1 (2018)       | –                    | –         |
| Norvégia      | –                                                  | –                                      | –              | 2 (2009, 2016)       | 1 (2017)  |
| Izland        | –                                                  | –                                      | –              | 1 (2011)             | –         |
| Belgium       | –                                                  | –                                      | –              | 1 (2013)             | –         |
| Portugália    | –                                                  | –                                      | –              | –                    | 1 (2019)  |

## A torna legjobb játékosai
2008 óta a legjobb játékosok a tornán.
| Év   | Játékos          |
| ---- | ---------------- |
| 2008 | Alexandra Popp   |
| 2009 | Kyra Malinowski  |
| 2010 | Dolores Gallardo |
| 2011 | Alba Pomares     |
| 2012 | Sandie Toletti   |
| 2013 | Ewa Pajor        |
| 2014 | Andrea Falcón    |
| 2015 | Stefanie Sanders |
| 2016 | Caroline Siems   |
| 2017 | Lena Oberdorf    |
| 2018 | –                |
| 2019 | –                |
| 2022 | –                |
| 2023 | Vicky López      |
| 2024 | Alba Cerrato     |

## Lásd még
- UEFA Női Bajnokok Ligája
- Női labdarúgó-Európa-bajnokság
- U19-es női labdarúgó-Európa-bajnokság

## Külső hivatkozások
- Hivatalos honlap (angolul)
- Eredmények az rsssf.com-on (angolul)